# 双溪街道
双溪街道是中国福建省南平市顺昌县下辖的一个街道。

## 历史沿革
双溪街道成立于2005年，由原双溪镇和原水南镇合并而成。

## 行政区划
双溪街道共辖8个社区、12个行政村，分别是：
和勤社区、中解社区、建光社区、东门社区、北门社区、城南社区、棋盘社区、金溪社区、富州社区、城东村、城西村、余坊村、水南村、陈布村、余墩村、溪兰村、井垄村、下沙村、吉舟村、新屯村和文新村。

## 名胜古迹
合掌岩：位于城西村西大垄。有圆池借鉴、板松迎客、盐米神洞、西安寺月、仙人聚台、飞来神船、老虎张嘴、铜铃泉响、鹰嘴余生等景点。山中的西安寺建于元至正二十六年（1366年）。